# Lista över Böhmens regenter
Det här är en lista över Böhmens regenter. 
| Namn                                         | Bild | Familj          | Titel                            | Regeringstid        |
| -------------------------------------------- | ---- | --------------- | -------------------------------- | ------------------- |
| Praotec Čech (Pater Boemus)                  |      |                 |                                  | enligt traditionen  |
| Krok                                         |      |                 |                                  | enligt traditionen  |
| Přemysl och Libussa                          |      |                 |                                  | enligt traditionen  |
| Nezamysl                                     |      |                 |                                  | enligt traditionen  |
| Mnata                                        |      |                 |                                  | enligt traditionen  |
| Vojen                                        |      |                 |                                  | enligt traditionen  |
| Vnislav                                      |      |                 |                                  | enligt traditionen  |
| Křesomysl                                    |      |                 |                                  | enligt traditionen  |
| Neklan                                       |      |                 |                                  | enligt traditionen  |
| Hostivít                                     |      |                 |                                  | enligt traditionen  |
| Bořivoj I                                    |      | Przemysliderna  | Hertig av Böhmen                 | 870-889             |
| Spytihněv I                                  |      | Przemysliderna  | Hertig av Böhmen                 | 895-915             |
| Vratislav I                                  |      | Przemysliderna  | Hertig av Böhmen                 | 915-921             |
| Václav Svatý (den helige)                    |      | Przemysliderna  | Hertig av Böhmen                 | 921-929/935         |
| Boleslav I Ukrutný (den grymme)              |      | Przemysliderna  | Hertig av Böhmen                 | 935-972             |
| Boleslav II Pobožný (den fromme)             |      | Przemysliderna  | Hertig av Böhmen                 | 972-999             |
| Boleslav III Ryšavý (den rödhårige)          |      | Przemysliderna  | Hertig av Böhmen                 | 999/1002-1003       |
| Vladivoj                                     |      | Przemysliderna  | Hertig av Böhmen                 | 1002-1003           |
| Boleslav Chrabrý (den modige), kung av Polen |      | Piasterna       | Hertig av Böhmen                 | 1003-1004           |
| Jaromír                                      |      | Przemysliderna  | Hertig av Böhmen                 | 1004-1012           |
| Oldřich                                      |      | Przemysliderna  | Hertig av Böhmen                 | 1012-1033           |
| Břetislav I                                  |      | Przemysliderna  | Hertig av Böhmen                 | 1034-1055           |
| Spytihněv II                                 |      | Przemysliderna  | Hertig av Böhmen                 | 1055-1061           |
| Vratislav II (I)                             |      | Przemysliderna  | Hertig av Böhmen, kung från 1085 | 1061-1092           |
| Konrád I Brněnský                            |      | Przemysliderna  | Hertig av Böhmen                 | 1092                |
| Břetislav II                                 |      | Przemysliderna  | Hertig av Böhmen                 | 1092-1100           |
| Bořivoj II                                   |      | Przemysliderna  | Hertig av Böhmen                 | 1101/1107-1117/1120 |
| Svatopluk II                                 |      | Przemysliderna  | Hertig av Böhmen                 | 1107-1109           |
| Vladislav I                                  |      | Przemysliderna  | Hertig av Böhmen                 | 1109/1117-1120/1125 |
| Soběslav I                                   |      | Przemysliderna  | Hertig av Böhmen                 | 1125-1140           |
| Vladislav II (I)                             |      | Przemysliderna  | Hertig av Böhmen, kung från 1158 | 1140-1172           |
| Bedřich                                      |      | Przemysliderna  | Hertig av Böhmen                 | 1172/1173-1178/1189 |
| Soběslav II                                  |      | Przemysliderna  | Hertig av Böhmen                 | 1173-1178           |
| Konrád II Ota                                |      | Przemysliderna  | Hertig av Böhmen                 | 1189-1191           |
| Václav II                                    |      | Przemysliderna  | Hertig av Böhmen                 | 1191-1192           |
| Ottokar I, även: Přemysl Otakar I            |      | Przemysliderna  | Hertig av Böhmen, kung från 1198 | 1192/1193-1197/1230 |
| Jindřich Břetislav                           |      | Przemysliderna  | Hertig av Böhmen                 | 1193-1197           |
| Vladislav (III) Jindřich                     |      | Przemysliderna  | Hertig av Böhmen                 | 1197                |
| Václav I                                     |      | Przemysliderna  | Kung av Böhmen                   | 1230-1253           |
| Ottokar II, även: Přemysl Otakar II          |      | Przemysliderna  | Kung av Böhmen                   | 1253-1278           |
| Václav II                                    |      | Przemysliderna  | Kung av Böhmen                   | 1278-1305           |
| Václav III                                   |      | Przemysliderna  | Kung av Böhmen                   | 1305-1306           |
| Rudolf (I) Habsburský                        |      | Habsburgarna    | Kung av Böhmen                   | 1306-1307           |
| Jindřich Korutanský                          |      | Meinhardinarna  | Kung av Böhmen                   | 1307-1310           |
| Jan Lucemburský (den blinde)                 |      | Luxemburgarna   | Kung av Böhmen                   | 1310-1346           |
| Karel IV                                     |      | Luxemburgarna   | Kung av Böhmen                   | 1346-1378           |
| Václav IV                                    |      | Luxemburgarna   | Kung av Böhmen                   | 1378-1419           |
| Zikmund                                      |      | Luxemburgarna   | Kung av Böhmen                   | (1420)/1436-1437    |
| Albrecht Rakouský                            |      | Habsburgarna    | Kung av Böhmen                   | 1438-1439           |
| Ladislav Pohrobek                            |      | Habsburgarna    | Kung av Böhmen                   | 1453-1457           |
| Jiří z Poděbrad                              |      | Podiebraderna   | Kung av Böhmen                   | 1458-1471           |
| Vladislav II Jagellonský                     |      | Jagellonerna    | Kung av Böhmen                   | 1471-1516           |
| Ludvík Jagellonský                           |      | Jagellonerna    | Kung av Böhmen                   | 1516-1526           |
| Ferdinand I                                  |      | Habsburgarna    | Kung av Böhmen                   | 1526-1562           |
| Maxmilián                                    |      | Habsburgarna    | Kung av Böhmen                   | 1562-1576           |
| Rudolf II                                    |      | Habsburgarna    | Kung av Böhmen                   | 1575-1611           |
| Matyáš II                                    |      | Habsburgarna    | Kung av Böhmen                   | 1611-1617           |
| Ferdinand II                                 |      | Habsburgarna    | Kung av Böhmen                   | 1617/1618-1620/1637 |
| Fridrich Falcký (vinterkungen)               |      | Wittelsbacharna | Kung av Böhmen                   | 1619-1620           |
| Ferdinand III                                |      | Habsburgarna    | Kung av Böhmen                   | 1637-1657           |
| Leopold I                                    |      | Habsburgarna    | Kung av Böhmen                   | 1657-1705           |
| Josef I                                      |      | Habsburgarna    | Kung av Böhmen                   | 1705-1711           |
| Karel VI                                     |      | Habsburgarna    | Kung av Böhmen                   | 1711-1740           |
| Marie Terezie                                |      | Habsburgarna    | Drottning av Böhmen              | 1743-1780           |
| Josef II                                     |      | Habsburgarna    | Kung av Böhmen                   | 1780-1790           |
| Leopold II                                   |      | Habsburgarna    | Kung av Böhmen                   | 1790-1792           |
| František I                                  |      | Habsburgarna    | Kung av Böhmen                   | 1792-1835           |
| Ferdinand V                                  |      | Habsburgarna    | Kung av Böhmen                   | 1835-1848           |
| František Josef I                            |      | Habsburgarna    | Kung av Böhmen                   | 1848-1916           |
| Karel I                                      |      | Habsburgarna    | Kung av Böhmen                   | 1916-1918           |